# Dodge Journey
Dodge Journey — середньорозмірний кросовер компанії Dodge.

## Перше покоління (2008—2020)

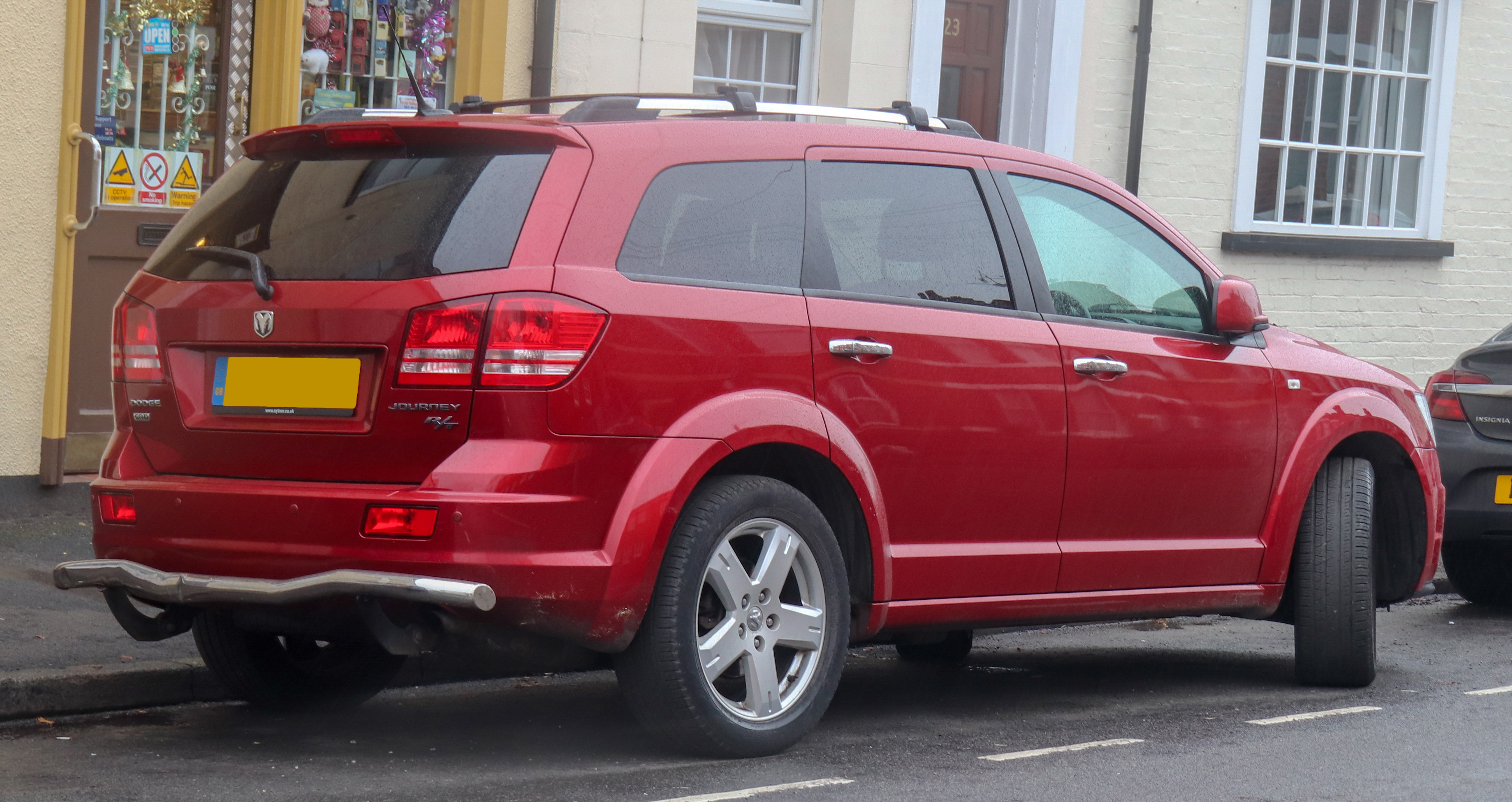
Dodge Journey (2008—2011)

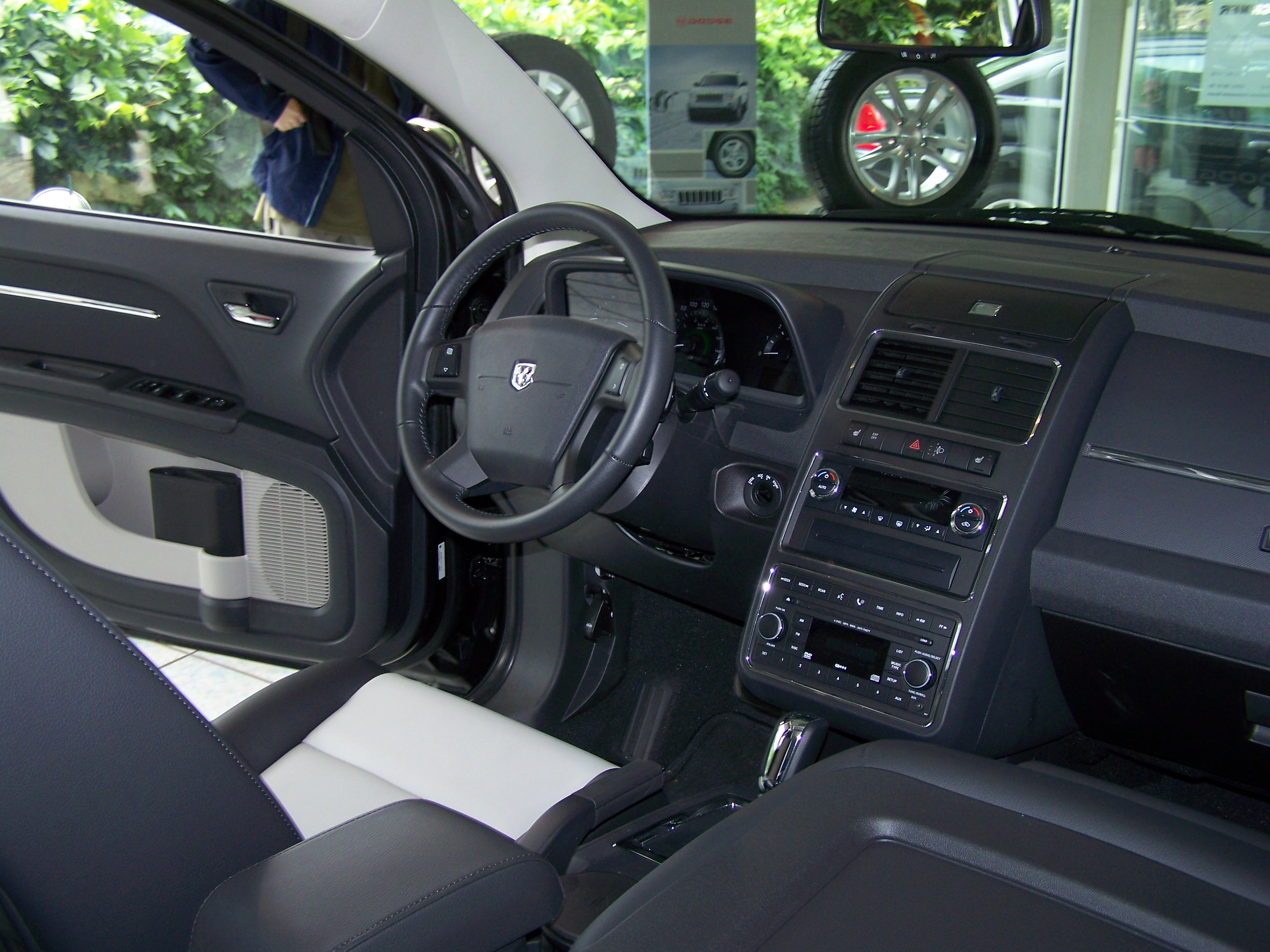
Dodge Journey (2008—2011)

Виготовляється Dodge Journey з 2008 року в місті Толука (Мексика). Автомобіль прийшов на заміну короткобазої версії Dodge Caravan і збудований на передньоприводній платформі Chrysler JC49. На деяких ринках модель продається під назвою Fiat Freemont.
Передньопривідна версія Journey оснащена дизельним двигуном 2.0 л CRD EA188 з турбонаддувом потужністю 140 к.с. виробництва Volkswagen, або власними бензиновими двигунами 2,4 л VVT потужністю 170 к.с., або 2.7 Chrysler SOHC V6 потужністю 183 к.с. або 3,5 л Chrysler SOHC V6 235 к.с. Повноприводна версія оснащалась тільки двигуном 3,5 л Chrysler SOHC V6.

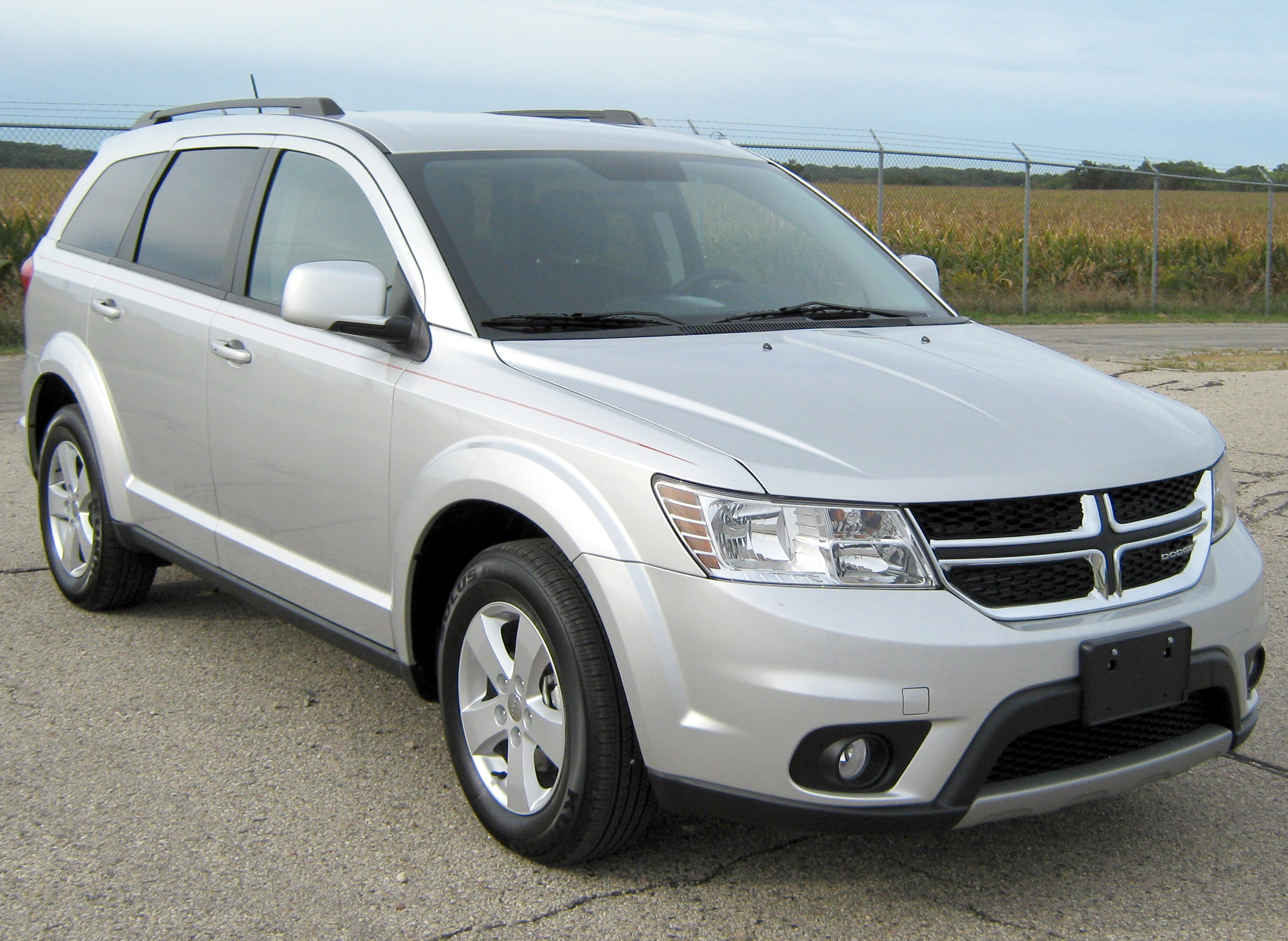
Dodge Journey (з 2011)

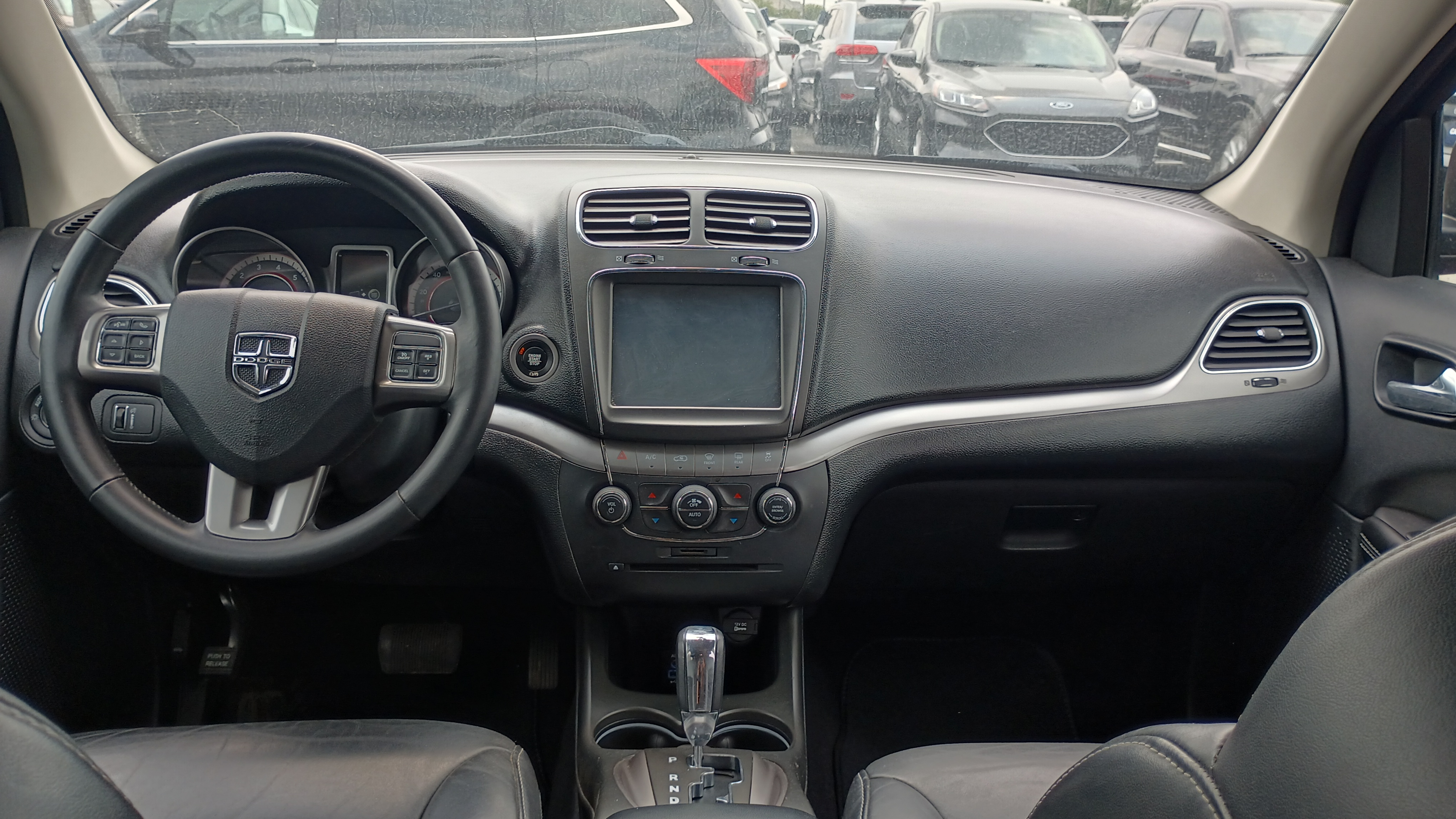
Dodge Journey (з 2011)

В 2011 році модель модернізували. Оновлений Dodge Journey отримав абсолютно нову підвіску, новий 6-цілндровий 283-сильний двигун 3.6 Pentastar, який на 48 к.с. потужніший і при цьому економічніший, ніж попередній силовий агрегат, а також новий салон, оброблений м'якими на дотик, високоякісними матеріалами і покращений дизайн інтер'єру. У базове оснащення Dodge Journey входить система динамічної стабілізації ESC і працює на будь-яких швидкостях антипробуксовочна система, що допомагають утримувати кросовер на заданій траєкторії при різних дорожніх і погодних умовах, антиблокувальна гальмівна система і система запобігання перекидання. Із зовнішніх змін можна відзначити світлодіодні задні ліхтарі і здвоєні хромовані насадки на випускні труби і 19-дюймові алюмінієві колісні диски.
Модельний ряд 2016 року налічує п'ять варіантів, від AVP комплектації відмовились. Моделі SE, SXT і Crossroad пропонуються за нижчу ціну, ніж раніше. Новенький кросовер у комплектації Crossroad Plus стандартно постачається зі шкіряною обшивкою та інформаційно-розважальною системою Uconnect з 8.4-дюймовим екраном. 
З 2018 року кількість комплектацій зменшилась до чотирьох: SE, SXT, Crossroad і GT.

### Двигуни
| Модель            | Тип двигуна  | Об'єм    | Потужність                        | Крутний момент             | Примітки  |
| ----------------- | ------------ | -------- | --------------------------------- | -------------------------- | --------- |
| Бензинові         |              |          |                                   |                            |           |
| 2.4 GEMA          | World I4     | 2360 см3 | 175 к.с. (129 кВт) при 6000 об/хв | 225 Нм при 4400 об/хв      | з 2008    |
| 2.7 Chrysler SOHC | LH V6        | 2736 см3 | 185 к.с. (136 кВт) при 5500 об/хв | 256 Нм при 4000 об/хв      | 2009-2011 |
| 3.5 Chrysler SOHC | EGF V6       | 3518 см3 | 235 к.с. (175 кВт) при 6400 об/хв | 315 Нм при 4000 об/хв      | 2008-2011 |
| 3.6 Pentastar V6  | Pentastar V6 | 3604 см3 | 280 к.с. (206 кВт) при 6400 об/хв | 353 Нм при 4800 об/хв      | з 2011    |
| Дизельний         |              |          |                                   |                            |           |
| 2.0 CRD           | VW TDI I4    | 1968 см3 | 140 к.с. (103 кВт) при 4000 об/хв | 310 Нм при 1750—2500 об/хв | 2008-2011 |

## Друге покоління (з 2021)

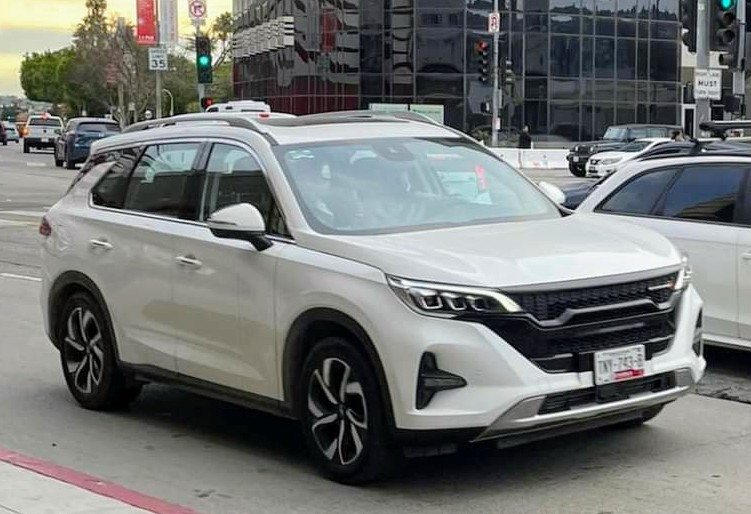
Dodge Journey II

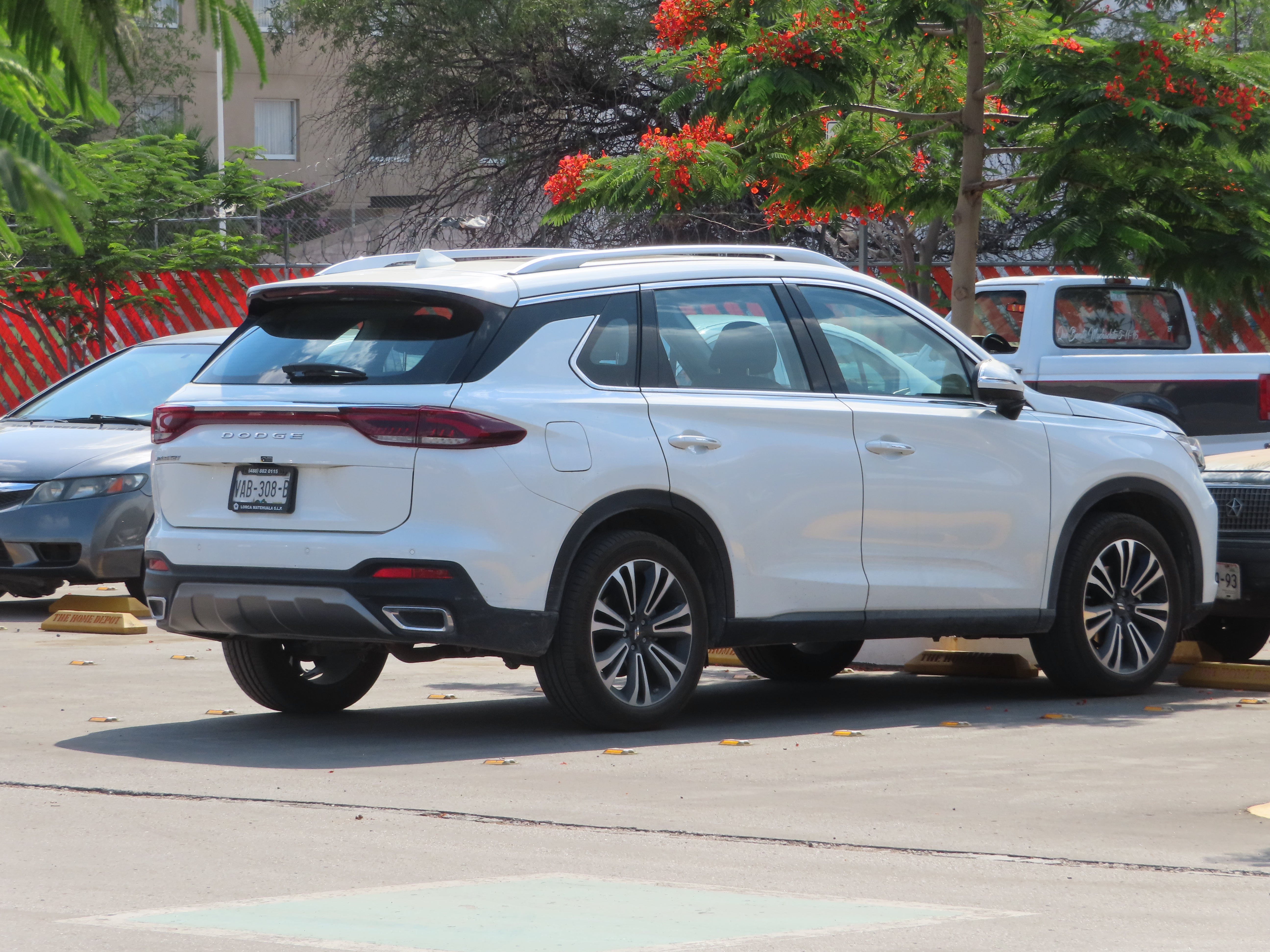
Dodge Journey II

Офіційна прем'єра Dodge Journey другого покоління відбулася 4 жовтня 2021 року під час віртуальної презентації, при цьому вперше кросовер був анонсований на початку вересня, а наприкінці того ж місяця стартувало його серійне виробництво на заводі в Китаї (причому спеціально для Мексики). Автомобіль є плодом бейдж-інжинірингу китайського паркетника GAC GS5.

### Двигун
- 1.5 L 4A15J1 turbo I4

## Продажі
| Калентарний рік  | США     | Канада | За межами Північної Америки | Мексика | Європа як Fiat Freemont | Франція як Fiat Freemont | Німеччина як Fiat Freemont | Іспанія як Fiat Freemont | Бразилія | Аргентина | Всього  |
| ---------------- | ------- | ------ | --------------------------- | ------- | ----------------------- | ------------------------ | -------------------------- | ------------------------ | -------- | --------- | ------- |
| 2007             | 109     |        |                             |         |                         |                          |                            |                          |          |           | 109     |
| 2008             | 47,097  | 11,817 | 24,155                      | 12,831  |                         |                          |                            |                          |          |           | 83,069  |
| 2009             | 53,826  | 15,390 | 15,908                      | 13,491  |                         |                          |                            |                          |          |           | 99,615  |
| 2010             | 48,577  | 23,785 | 1,980                       | 13,063  |                         |                          |                            |                          |          | 2,280     | 89,685  |
| 2011             | 55,155  | 29,021 | 38,869                      | 12,321  | 13.651                  | 868                      | 997                        | 624                      |          | 4,077     | 155,583 |
| 2012             | 79,563  | 28,888 | 23,624                      | 13,034  | 25,830                  | 1,593                    | 3,853                      | 1,192                    | 11,330   | 2,376     | 191,283 |
| 2013             | 83,933  | 27,745 |                             | 12,615  | 18,826                  | 850                      | 2,203                      | 830                      |          | 1,919     | 148,921 |
| 2014             | 93,572  | 24,715 |                             | 11,688  | 17,417                  | 535                      | 2,533                      | 727                      | 7,478    | 428       | 159,093 |
| 2015             | 108,085 | 25,646 |                             | 10,972  | 13,790                  |                          | 2,227                      | 756                      | 10,723   | 66        | 172,265 |
| 2016             | 106,759 | 16,883 |                             | 7,698   | 3,084                   |                          |                            |                          | 7,302    | 15        | 141,741 |
| 2017             | 89,470  | 13,745 |                             | 4,167   | 2                       |                          |                            |                          | 469      | 584       | 108,437 |
| 2018             | 94,096  | 5,777  |                             | 2,828   |                         |                          |                            |                          | 324      | 379       | 103,404 |
| 2019             | 74,687  | 2,631  |                             | 2,360   |                         |                          |                            |                          | 442      | 66        | 80,186  |
| Всього 1,533,391 |         |        |                             |         |                         |                          |                            |                          |          |           |         |